# L'Étoile de minuit
Pour plus de détails, voir Fiche technique et Distribution.
L'Étoile de minuit (titre original : Star of Midnight) est un |film américain réalisé par Stephen Roberts, sorti en 1935.

## Synopsis
Clay Dal Dalzell est un avocat et un playboy new-yorkais, chargé par son vieil ami Tim Winthrop de retrouver sa petite amie Alice, qui a mystérieusement disparu à Chicago il y a un an. Winthrop pense qu'elle pourrait se trouver à New York. Avec Donna Mantin, qui a des sentiments romantiques pour lui, Dal assiste à un spectacle à succès appelé "Midnight", mettant en vedette une actrice masquée, Mary Smith, qui disparaît au milieu de la représentation lorsque Winthrop la reconnaît et prononce le nom d'Alice. Le chroniqueur de potins Tommy Tennant prétend avoir découvert un indice essentiel du mystère, mais avant de pouvoir le révéler, il est abattu dans la suite de Dal. Ce dernier est le principal suspect mais l'inspecteur Doremus ne le croit pas coupable et donne à l'avocat débrouillard la liberté de mener sa propre enquête.
Dal négocie avec le gangster Kinland pour récupérer des lettres embarrassantes pour Donna et lorsqu'il les obtient grâce à un chantage, il est contrarié de découvrir qu'elles appartiennent en fait à un ami de Donna. Plus tard, Dal tombe sur un ancien amour, Jerry, désormais mariée à un avocat nommé Classon. Il s'avère que Classon est également à la recherche d'Alice, qui peut fournir un alibi à son client, condamné pour un meurtre à Chicago. Dal tend un piège dans un appartement de Greenwich Village, prétendant y avoir localisé la disparue et prévenant chacun des suspects qu'elle part de là pour le rejoindre à sa suite. Il se dit que les innocents iront dans sa suite, tandis que le meurtrier se rendra dans l'appartement pour faire taire Mary.
Le tueur s'y présente effectivement, déguisé et menaçant Dal et Donna mais heureusement, Dal et l'inspecteur Doremus parviennent à maîtriser le coupable. Ils le démasquent et voient qu'il s'agit de Robert Classon. Il s'avère que ce dernier avait entretenu des liaisons, d'abord avec la victime du meurtre de Chicago, puis avec son meurtrier présumé. Robert Classon a tué l'un des amants de sa femme et a tenté de faire accuser l'autre. Pour y parvenir, il lui fallait aussi faire taire Alice, qui ignorait qu'elle avait fui pour ne pas témoigner. Elle détestait le condamné pour avoir ruiné son père.
Tout étant bouclé, Dal finit par céder et épouse Donna.

## Fiche technique
- Titre : L'Étoile de minuit
- Titre original : Star of Midnight
- Réalisation : Stephen Roberts
- Scénario : Howard J. Green, Edward Kaufman et Anthony Veiller d'après un roman de Arthur Somers Roche
- Photographie : J. Roy Hunt
- Montage : Arthur Roberts
- Musique : Max Steiner (non crédité)
- Direction artistique : Van Nest Polglase
- Costumes : Bernard Newman
- Producteur : Pandro S. Berman (non crédité)
- Société de production : RKO Pictures
- Pays de production :  États-Unis
- Format : Noir et blanc — 35 mm — 1,37:1 — Son : Mono (RCA Victor System)
- Genre : Comédie romantique
- Durée : 90 minutes (1 h 30)
- Dates de sortie :
  - États-Unis : 11 avril 1935 (première à New York)
  - États-Unis : 19 avril 1935 (sortie nationale)

## Distribution
- William Powell (VF : Claude Allain) : Clay "Dal" Dalzell
- Ginger Rogers (VF : Lita Recio) : Donna Mantin
- Paul Kelly : Jim Kinland
- Gene Lockhart : Horace Swayne
- Ralph Morgan : Robert Classon
- Leslie Fenton : Tim Winthrop
- J. Farrell MacDonald : Inspecteur de police Doremus
- Russell Hopton : Tommy Tennant
- Vivien Oakland : Jerry Classon
- Robert Emmett O'Connor : Sergent Clearey